# مارك تورنر (لاعب كريكت بريطاني)
مارك تورنر (23 أكتوبر 1984 في المملكة المتحدة - ) (بالإنجليزية: Mark Turner)‏ هو لاعب كريكت بريطاني. لعب مع نادي مقاطعة ديربيشاير للكريكت ‏ ونادي مقاطعة دورهام للكريكت ‏ ونادي مقاطعة نورثامبتونشير للكريكت ‏ ونادي مقاطعة سومرست للكريكت ‏.

## وصلات خارجية
- مارك تورنر (لاعب كريكت بريطاني) على موقع إي آس بي آن كريك إنفو (الإنجليزية)